# Juego de la gallina
El juego del gallina (en inglés: game of chicken) o del montón de nieve (snowdrift) es una competición de automovilismo o motociclismo en la que dos participantes conducen un vehículo en dirección al del contrario y de manera exactamente frontal para colisionar ambos; el primero que se desvía de la trayectoria de choque pierde y es humillado por comportarse como un "gallina". El juego se basa en la idea de crear presión psicológica hasta que uno de los participantes se echa atrás. Este juego es considerado como un juego estático con información completa.
Uno de los primeros ejemplos de juego del gallina se da en la película Rebelde sin causa, aunque en aquella versión los jugadores conducen sus automóviles hacia un precipicio, y el primero en saltar es el gallina. La versión en que los conductores kamikazes se dirigen hacia el contrario se considera la tradicional.
Es más frecuente que el juego aparezca en el argumento del cine o la literatura de ficción que en la vida real. En la práctica, sólo algunos adolescentes o jóvenes excesivamente impulsivos juegan al juego del gallina. Esta práctica ha tomado notoriedad periodística en Uruguay a fines de la década de 2000 y principios de 2010, donde varios motociclistas han muerto o se han lesionado gravemente cuando ninguno de los dos se rindió y chocaron.
La expresión "juego del gallina" se aplica como metáfora a una situación en la que dos bandos se enzarzan en una escalada en la que no tienen nada que ganar y en la que sólo el orgullo evita que se echen atrás. Bertrand Russell comparó la carrera armamentística y la escalada nuclear al juego del gallina.

## Gallina y teoría de juegos
La versión moderna del juego ha sido objeto de investigación en la teoría de juegos, en la que está asociado a los juegos que no son de suma cero.  El principio subyacente es un importante método de negociación. Se puede decir que es una estrategia en la que cada una de las partes retrasa hacer concesiones hasta que el final del período de negociación es inminente. La presión psicológica puede obligar a un negociador a ceder para evitar un resultado negativo. Puede tratarse de una táctica muy peligrosa, ya que si ninguna de las partes cede se producirá una colisión.
Como la "pérdida" que supone girar es trivial en comparación a la colisión que se producirá si ninguno gira, la estrategia más razonable sería girar antes de que el choque pueda producirse. Aun así, si uno cree que su oponente es razonable, uno puede también decidir no girar, en la creencia de que el rival será razonable y decidirá girar, convirtiendo al otro en perdedor. Esta estrategia inestable se puede enunciar de modo formal diciendo que existe más de un equilibrio de Nash para este juego, si llamamos equilibrio al conjunto de estrategias en el que a ninguno de los jugadores le conviene cambiar su estrategia mientras los demás sigan con la misma. En este caso, los equilibrios son las dos situaciones en las que un jugador gira y el otro no.
Una táctica para este juego es anunciar las propias intenciones de modo convincente antes de que el juego comience. Por ejemplo, si uno de los bandos bloquea de modo ostentoso el volante de su vehículo antes del comienzo del duelo, será más probable que el otro gire. Esto ilustra cómo, en algunas circunstancias, reducir las propias opciones puede ser una buena estrategia. Un ejemplo de esto en el mundo real sería el manifestante que se encadena a un objeto para que ninguna amenaza le obligue a moverse, ya que no puede.
La matriz de pagos para el juego del gallina es la que se ve a continuación, en la que cooperación es girar y no cooperación seguir conduciendo.
|             | Cooperar | No cooperar |
| Cooperar    | 0, 0     | -1, +1      |
| No cooperar | +1, -1   | -20, -20    |
Este modelo da por supuesto que uno escoge una estrategia antes de empezar a jugar y se mantiene en la misma lo cual no es realista, ya que si un jugador ve que el otro gira pronto, puede seguir en línea recta, sin importar cuáles fueran sus planes iniciales.
En este modelo, en contraste con el dilema del prisionero, en el que una acción es siempre la mejor, uno siempre debe hacer lo contrario de lo que el otro jugador vaya a hacer.